# Henri Bragard
Pour les articles homonymes, voir Bragard (homonymie).
Henri Bragard (Malmedy, le 27 janvier 1877 - Oranienburg-Sachsenhausen, le 31 mars 1944) est un écrivain d'expression wallonne d'abord prussien puis belge et par la suite allemand. Il s'est également distingué par ses engagements dans le mouvement wallon et la résistance.

## Biographie
Neveu de l'abbé Nicolas Pietkin, il en reçoit le message de résistance que ce prêtre portait en lui. Il est secrétaire du Club wallon de Malmedy alors que cette ville est contrainte de se germaniser, de 1898 à 1899 puis son président jusqu'en 1927. Il est appelé sous les armes et fait son service militaire au cabinet militaire de l'Empereur allemand. En 1902, il ouvre des cours de français à la Société ouvrière de Malmedy, participe au Congrès wallon de 1905 où il s'oppose à la francisation de la Belgique tout entière, collabore à la revue Wallonia. Il entre à l'Assemblée wallonne en 1914. Il fait la guerre sous uniforme prussien puisqu'il y est contraint. Dès que l'Allemagne donne des signes de faiblesse et est contrainte à l'armistice, il fait une intense campagne en faveur du retour de Malmedy à la Belgique, notamment avec l'abbé Joseph Bastin: adresses à Albert Ier, conférences, articles de presse etc. Le Traité de Versailles lui donne satisfaction. Il est à nouveau membre de l'Assemblée wallonne de 1919 à 1940. Lorsque le club wallon de Malmedy se lie à la Concentration wallonne, il refuse cette politisation et en est exclu en 1934.
Sa grande victoire est donc la réintégration de la Wallonie malmédienne à la patrie commune. Mais ce sont ces antécédents qui amènent la Gestapo à l'arrêter à Spa en 1943. Il est emmené dans les camps de la mort dont il ne reviendra pas.
Maurice Piron juge cet écrivain de langue wallonne digne de figurer dans son anthologie, surtout pour ses poésies qui, dit M.Piron, «révèlent un effort de synthèse qu'il n'atteignit que dans ses dernières productions: ainsi dans La rôse dont on n'a pas épuisé le charme secret en croyant y respirer le parfum de quelque lied allemand».